# درک فولدز
درک فولدز (به انگلیسی: Derek Fowlds)؛ زادهٔ ۲ سپتامبر ۱۹۳۷ – درگذشته ۱۷ ژانویهٔ ۲۰۲۰) هنرپیشه اهل انگلستان بود. وی از سال ۱۹۶۲ میلادی تا هنگام مرگ مشغول فعالیت بوده‌است.

## گزیدهٔ نقش‌آفرینی‌ها
- تنهایی یک دونده استقامت (۱۹۶۲)
- هتل پارادیزو (۱۹۶۶)
- بله آقای وزیر (۱۹۸۰ تا ۱۹۸۴)
- تپش قلب (۲۰۱۰-۱۹۹۲)